# Mansueto Velasco
Mansueto Velasco, Jr. (Bago City, 10 de janeiro de 1974), conhecido apenas por Mansueto Velasco ou ainda Onyok Velasco, é um ex-pugilista filipino que representou seu país nos Jogos Olímpicos de Verão de 1996, realizados em Atlanta.
Competiu na categoria mosca-ligeiro onde conseguiu a medalha de prata após perder a luta final para o búlgaro Daniel Petrov. Seu irmão mais velho, Roel (nascido em 1969), ganhara a medalha de bronze na mesma categoria em 1992. A medalha de prata conquistada por "Onyok" é, até hoje, a última conquistada pelas Filipinas nos Jogos Olímpicos de Verão.
Em 1994, ganhou a medalha de ouro nos Jogos Asiáticos realizados em Hiroshima. Encerrou a carreira prematuramente, virando apresentador de televisão e comediante.

## Resultados nas Olimpíadas
- Derrotou Chih-Hsiu Tsai (Taiwan) no primeiro round (2:27)
- Derrotou Yosvani Aguilera (Cuba) 14-5
- Derrotou Hamid Berhili (Marrocos) 20-10
- Derrotou Rafael Lozano (Espanha) 22-10
- Perdeu para Daniel Petrov (Bulgária) 6-19